# Cratere di Suavjärvi
Suavjärvi (in careliano, russo: Суавъярви) è un lago e un cratere meteorico nella Repubblica di Carelia, Russia, sita circa 50 km a nord della città di Medvež'egorsk.
Al centro del cratere si trova il lago Suavjärvi, dal diametro di circa 3 km.
Il diametro totale del cratere è di circa 16 km e ha un'età stimata di circa 2.4 miliardi (2.4 x 109) di anni, quindi tra il periodo Archeano e quello Proterozoico.
Questa datazione lo rende il cratere da impatto più antico sulla Terra.
Tuttavia poco del cratere originale è sopravvissuto ma è ancora possibile osservare i segni lasciati dall'onda d'urto generata dall'impatto e grandi blocchi di breccia generatisi durante l'evento.